# Football Club Lokomotíva Košice
Il Football Club Lokomotíva Košice, meglio noto semplicemente come Lokomotíva Košice, è una società calcistica slovacca con sede nella città di Košice. Oggi milita in 3. Liga, la terza divisione del calcio slovacco.
Fondata nel 1946, in passato la squadra ha partecipato per 29 anni nella massima serie cecoslovacca, ottenendo come miglior risultato il terzo posto nel 1951 e nel 1977-1978. Ha inoltre vinto due coppe nazionali cecoslovacche (1977 e 1979) e tre coppe nazionali slovacche
Vi è una rivalità cittadina con il VSS Košice.

## Cronistoria del nome
- 1946 ŠK Železničiari Košice
- 1946 ŠK Železničiari Sparta Košice (fusione con lo ŠK Sparta Košice)
- 1949 ZSJ Dynamo ČSD Košice (fusione con il Sokol Jednota Dynamo Košice)
- 1952 TJ Lokomotíva Košice
- 1965 TJ Lokomotíva VSŽ Košice (fusione con il TJ VSŽ Košice)
- 1967 TJ Lokomotíva Košice (fine del sodalizio con il TJ VSŽ Košice)
- 1990 FK Lokomotíva Košice (la sezione calcistica diventa indipendente)
- 1994 FK Lokomotíva Energogas Košice
- 1999 FK Lokomotíva PČSP Košice
- 2003 FC Lokomotíva Košice

## Giocatori

### Vincitori di titoli
Campioni d'Europa
- Jozef Móder (Jugoslavia 1976)

Calciatori campioni olimpici di calcio
- Stanislav Seman (Mosca 1980)

## Palmarès

### Competizioni nazionali
- Coppa di Cecoslovacchia: 2

1977, 1979
- Coppa di Slovacchia: 3

1977, 1979, 1985

### Altri piazzamenti
- Campionato cecoslovacco:

Terzo posto: 1951, 1977-1978
- Coppa di Cecoslovacchia:

Finalista: 1984-1985
- Coppa di Slovacchia:

Semifinalista: 1997-1998